# 山下祐史
山下 祐史（やました ひろし、1984年9月15日 - ）は、日本の元ラグビー選手。2016年現在、八戸学院大学ラグビー部のヘッドコーチを務めている。

## プロフィール
- 大阪府出身。
- ポジションはフルバック(FB)。
- 身長 175cm、体重 80kg
- U19日本代表[1]やU23日本代表[2]に選ばれたことがある。
- 関東代表に選ばれたことがある[3]。

## 略歴
小学1年生からラグビーを始めた。
2003年、大工大高校卒業後、関東学院大学に入る。なお大工大高校時代、高校日本代表に選ばれたことがある。
2007年、関東学院大学卒業後、三洋電機ワイルドナイツ（現・パナソニック ワイルドナイツ）に加入。同年12月16日に行われたジャパンラグビートップリーグ第7節の東芝ブレイブルーパス戦にて先発出場で公式戦初出場を果たす。
2012年、NECグリーンロケッツに加入。
2015年、現役を引退した。
現在八戸学院大学のラグビーコーチ